# Луїс Акін
Луїс Фернандо Акін Лопес (ісп. Luis Fernando Haquin López, нар. 15 листопада 1997, Санта-Крус-де-ла-Сьєрра) — болівійський футболіст, який грає на позиції захисника в болівійському клубі «Болівар», та в національній збірній Болівії.

## Клубна кар'єра
Луїс Акін народився в місті Санта-Крус-де-ла-Сьєрра, та розпочав виступи на футбольних полях у 2015 році в місцевому клубі «Орієнте Петролеро». У цій команді він грав до 2018 року. У середині 2018 року він отримав запрошення від мексиканського клубу «Пуебла». Проте до сновного складу не пробився, й у 2020 році керівництво мексиканського клубу віддало Акіна в оренду до болівійського клубу «Болівар». Наступного року мексиканський клуб віддав болівійця в оренду до чилійського клубу «Депортес Меліпілья». У 2022 році Акін спочатку перейшов до перуанського клубу «Карлос А. Мануччі», але зіграв у його складі тільки 1 матч, та вже на правах постійного контракту знову став гравцем клубу «Болівар».

## Виступи за збірні
Луїс Акін у 2017 році грав у складі молодіжній збірній Болівії. У цьому ж році дебютував у збірній Болівії. Натепер провів у складі збірної 26 матчів, у яких відзначився 1 забитим м'ячем.